# フクジュソウ属
フクジュソウ属（フクジュソウぞく、福寿草属、学名：Adonis）は、20 - 30種の種子植物からなるキンポウゲ科の1属である。ヨーロッパからアジアにかけて自生する多年草。
10 - 40cmの高さに成長し、羽毛のような細かく分離された葉をつける。花は赤色、黄色、橙色で、5枚から30枚の花弁からなる。

## 栽培と利用
庭用に栽培され、北アメリカに移入された。キンポウゲ科の他の属の植物が持つのと似たような構造の毒性物質を含む。日本ではこの属の1種のフクジュソウ（福寿草）が縁起の良さから江戸時代から正月に飾る花として栽培されていた。

## 主な種

### 日本に分布する種
日本には以下の4種が分布している。
フクジュソウ Adonis ramosa Franch.
北海道、本州、四国に分布。染色体は4倍体 (2n = 32)。開花時期は2-4月。
キタミフクジュソウ Adonis amurensis Regel et Radde
ロシア沿海州から内陸、朝鮮半島と北海道に分布。染色体は2倍体 (2n = 16)。
ミチノクフクジュソウ Adonis multiflora Nishikawa et Ko.Ito
本州と九州に分布。染色体は2倍体 (2n = 16)。環境省のレッドリストの準絶滅危惧。
シコクフクジュソウ Adonis shikokuensis Nishikawa et Ko.Ito
四国と九州に分布。染色体は2倍体 (2n = 16)。環境省のレッドリストの絶滅危惧II類。

### 日本以外に分布する種
- Adonis aestivalis L.
- Adonis annua L.

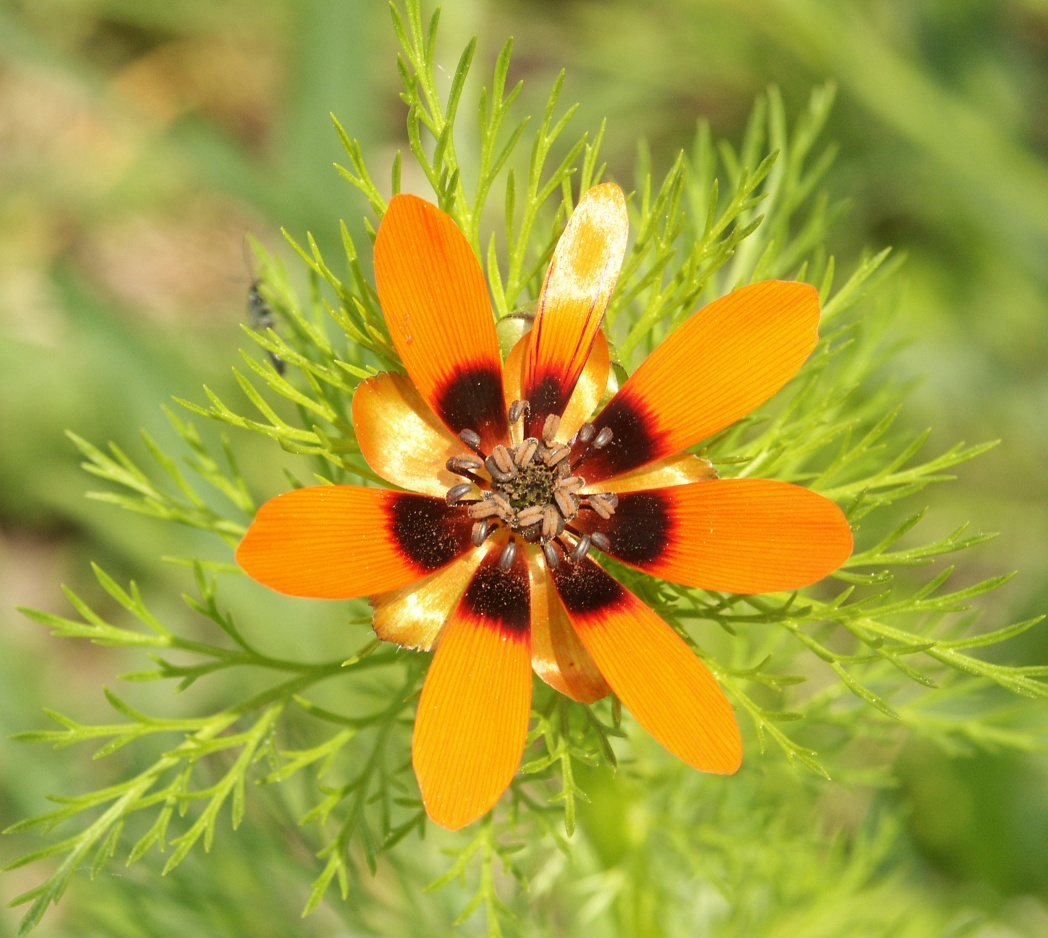
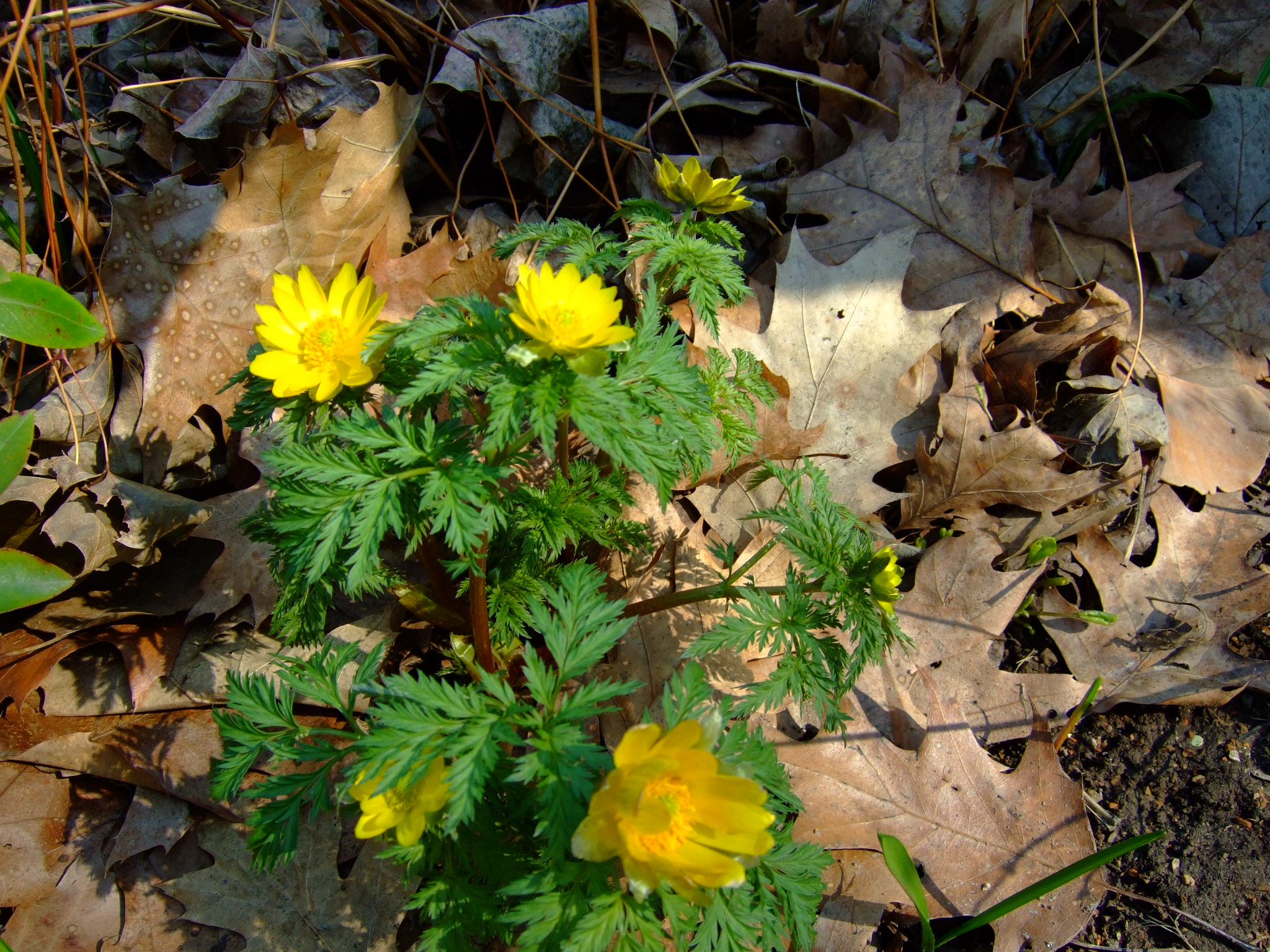
ヨウシュフクジュソウ Adonis vernalis L.
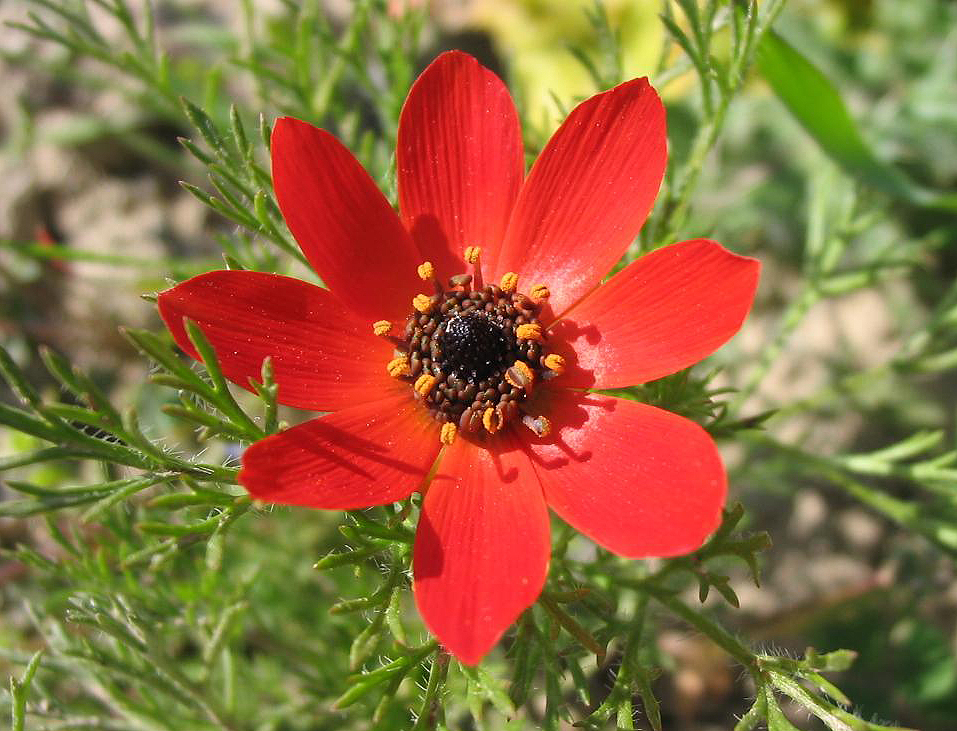
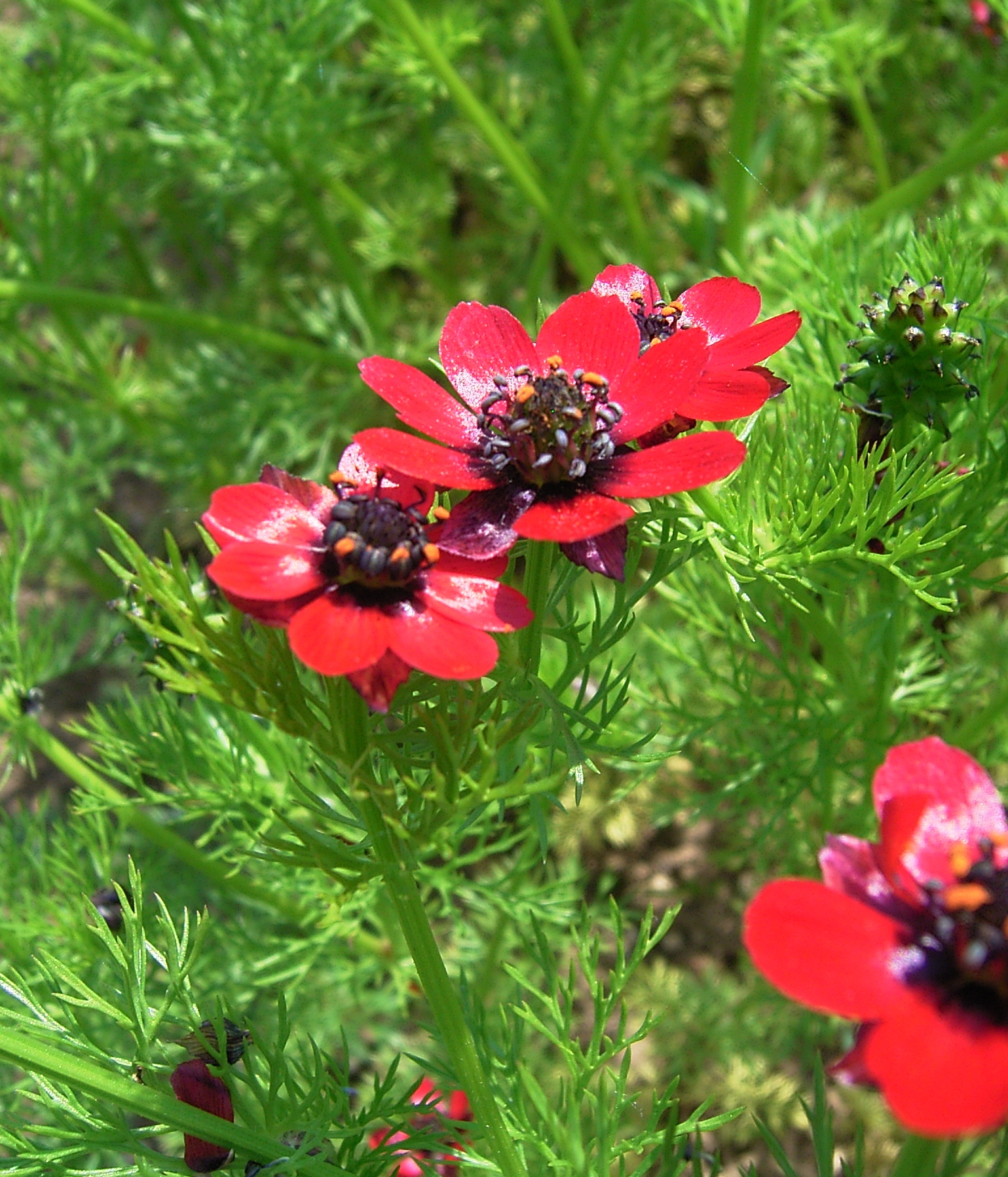
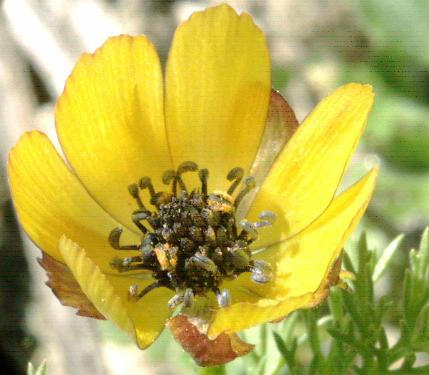
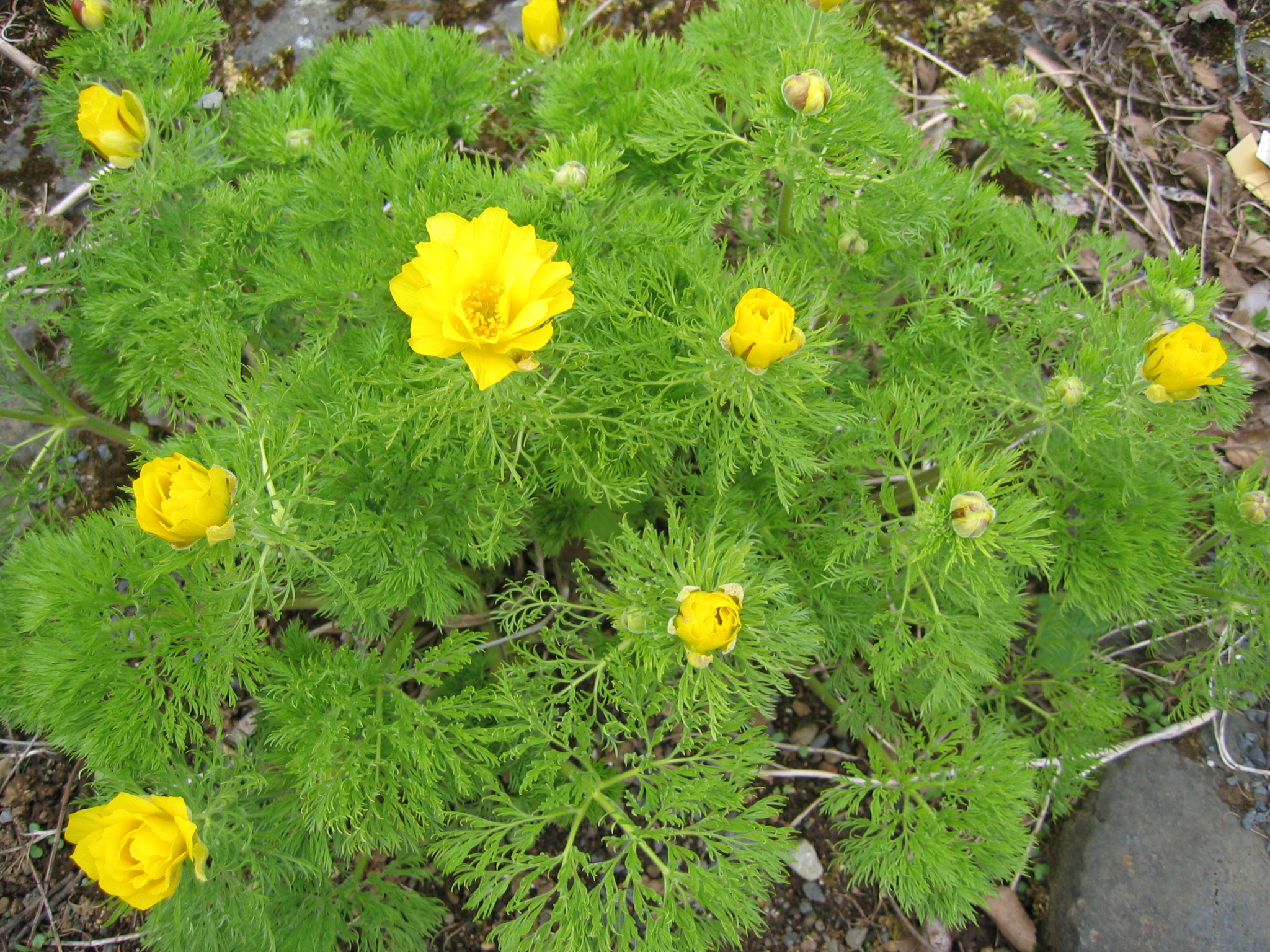
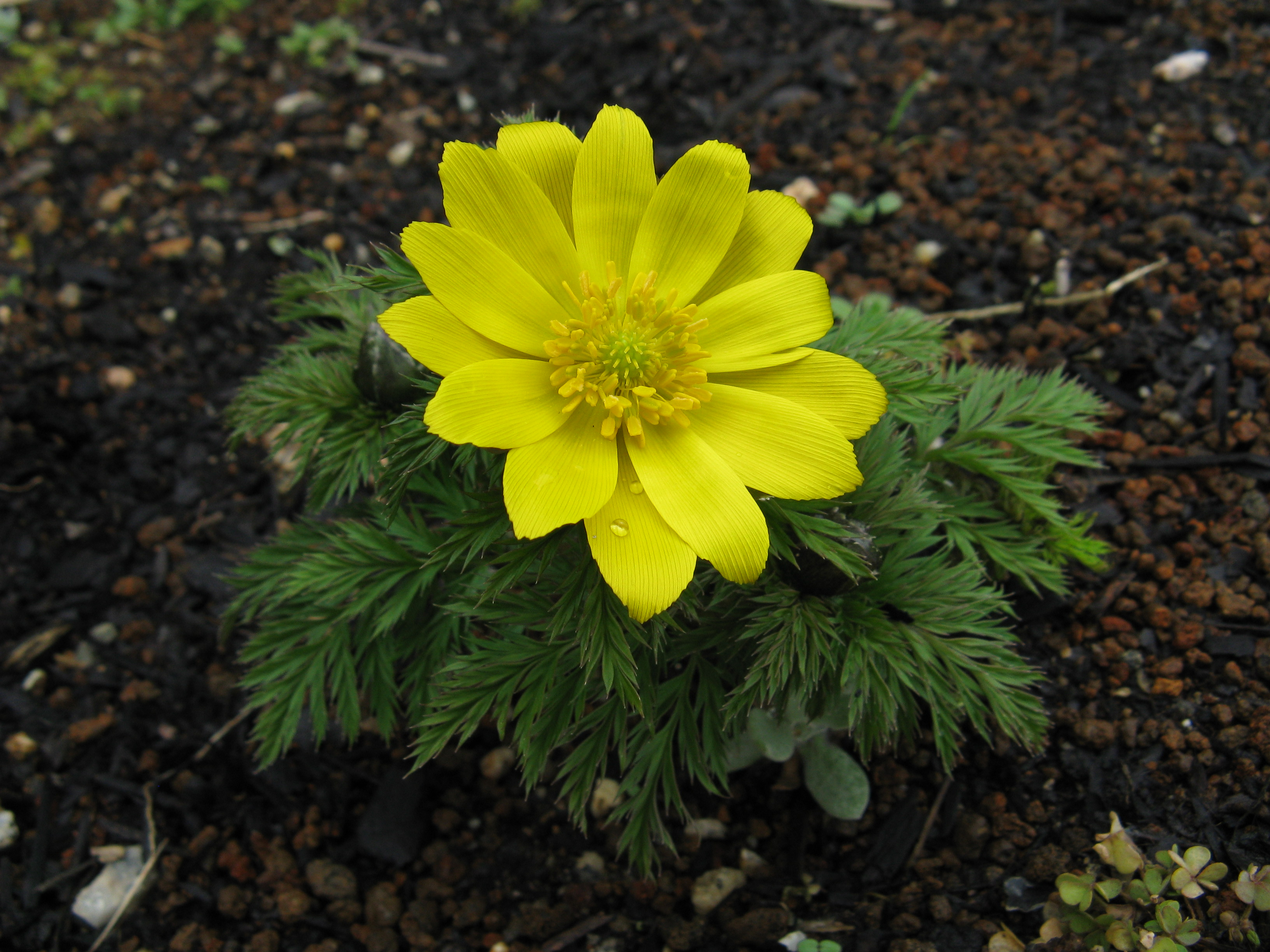
フクジュソウ
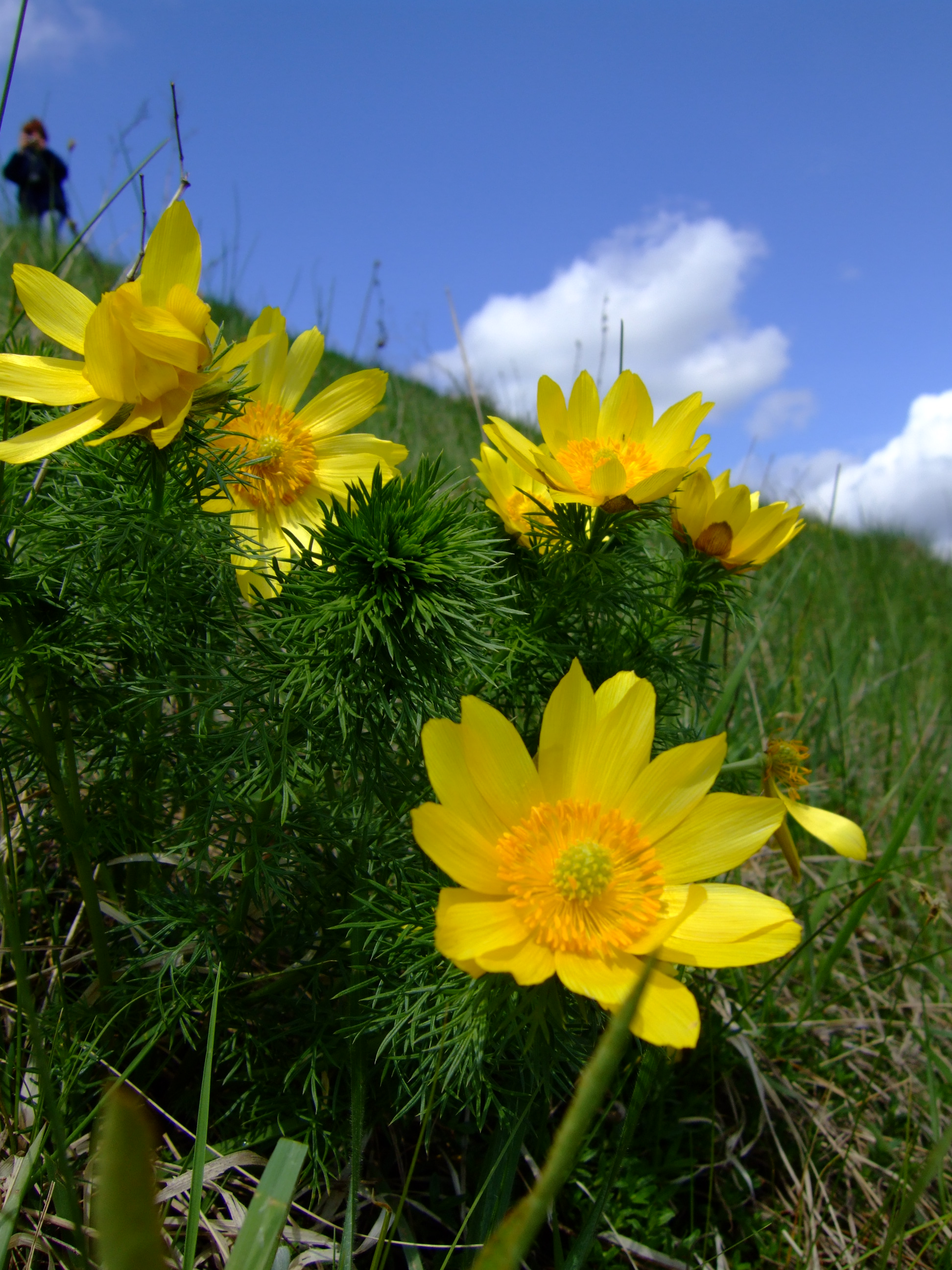
ヨウシュフクジュソウ

## 関連画像
- Adonis aestivalis
- Adonis amurensis
キタミフクジュソウ
- Adonis annua
- Adonis flammea
- Adonis microcarpa
- Adonis pyrenaica
- Adonis ramosa
フクジュソウ
- Adonis vernalis
ヨウシュフクジュソウ